# Melanolophia mucosa
Melanolophia mucosa là một loài bướm đêm trong họ Geometridae.